# Edward Baines
Sir Edward Baines, également connu sous le nom d'Edward Baines junior, né le 28 mai 1800 à Leeds et mort le 2 mars 1890 dans la même ville, est un rédacteur en chef de journal anglais et un homme politique britannique.

## Biographie
Edward Baines est le deuxième fils (et biographe) d'Edward Baines (1774-1848) (en), propriétaire du journal Leeds Mercury et député de Leeds dans les années 1830, et de son épouse Charlotte Talbot. Son frère aîné, Matthew Talbot Baines, est également un homme politique.
Edward Baines est étudiant au Harris Manchester College. Il est associé durant plusieurs années à son père au Leeds Mercury, important journal libéral. Il publie en 1835  the History of the Cotton manufacture et d'autres ouvrages relatifs au progrès industriel et commercial de l'Angleterre. Il est élu membre du parlement en 1859 et il est réélu jusqu'en 1874. Il a constamment défendu les thèses du libre-échangisme.

## Publications
History of the cotton manufacture in Great Britain,   London : H. & R. Fisher and P. Jackson, 1835, réédition en fac-similé  Cambridge university press, cop. 2015, 544 p.